# Windows桌面小工具
Windows桌面小工具（在Windows Vista中曾被称为Windows边栏）是一个用来运行桌面小工具的引擎。在Windows Vista中，小工具可以放置在桌面的侧边（左或右）的面板里，也可放置在桌面上；但在Windows 7中面板被取消，小工具仅可以在桌面上浮动，或是被吸附到桌面的角落。小工具被微软称为“Gadgets”，可以执行多样的任务，比如显示日期、时间，提示CPU和内存使用情况等。Windows自身附带了几个小工具，任何人只要有兴趣，都可以自己开发。
微軟發現桌面小工具有安全性漏洞，成功利用小工具資訊安全風險的攻擊者，能以目前使用者的權限層級執行任意程式碼。如果目前使用者以系統管理的使用者權限登入，則攻擊者即可取得受影響系統的完整控制權；攻擊者接下來將能安裝程式，檢視、變更或刪除資料，或建立具有完整使用者權限的新帳戶。系統上帳戶使用者權限較低的使用者，其受影響的程度比擁有系統管理權限的使用者要小。2012年7月11日，微軟將桌面小工具應用關閉下載，並提供Windows Vista與Windows 7關閉小工具的程式。

## 概述
如前所述，Windows桌面小工具中包含的微型程序被称为“小工具（Gadgets）”。它们是脚本和HTML的混合体。它们可以调用日期、时间等系统参数，还可以读取RSS馈送，甚至启动和控制外部程序，比如Windows Media Player。小工具既可以“停靠”在桌面角落，也可以“浮动”在桌面上的任何区域。同样，你也可以同时运行某一个小工具的多个实例。

## 系统预设小工具
Windows Vista預設了11個小工具，分別是（依照繁體中文版本小工具庫左至右、上至下排列）：CPU 計量器、小時鐘、行事曆、投影片放映、股票、便箋、氣象、連絡人、貨幣、圖片拼圖以及摘要頭條。其中小時鐘、投影片放映與摘要頭條會在新安裝完成的Windows Vista上顯示。另外，Microsoft提供連結到可下載額外小工具的Windows Live Gallery的網站。
- CPU 計量器（CPU 仪表盘）：提供顯示CPU使用率以及記憶體佔有率的表型小工具。
- 小時鐘（时钟）：提供8款不同型式的小時鐘，預設黑色數字時鐘以及安裝完成Windows Vista所設定的時區，可更改時區及鐘面可輸入文字。
- 行事曆：可切換日曆、月曆、年歷等不同方式顯示，提供到2099年12月31日之前的日期，該日日期以橙色表示。
- 投影片放映：可由使用者自訂圖片資料夾以放映圖片，預設資料夾是「範例圖片」，共有15種不同的圖片切換方式，預設是無（直切切換無任何動畫）。
- 股票：由IDC Comstock報價，股價延遲20分鐘，僅提供美股、港股、日股訊息。
- 便箋：類似便利貼（Post-it）紙條，可輸入訊息，不必像以往將電腦顯示器邊緣貼的都是便利貼。
- 氣象（天气）：由Foreca提供氣象資料，由MSN Weather下載訊息，預設地區華盛頓州雷德蒙德。
- 連絡人：與使用者資料夾內的連絡人資料夾相通，可立即檢視。
- 貨幣：由MSN Money下載匯率訊息。
- 圖片拼圖（图片拼图板）：提供11種圖片，分割成16塊，去除1塊後讓其餘15部分上下移動直到拼出圖案原貌。
- 摘要頭條（源标题）：從Windows Internet Explorer所訂閱的RSS取得摘要。

Windows 7 RTM预设的小工具则有9个，分别是（依照简体中文版本小工具庫左至右、上至下排列）：CPU 仪表盘、天气、Windows Media Center、幻灯片放映、货币、日历、时钟、图片拼图板、源标题。
- Windows Media Center：显示来自Windows Media Center的最新更新。随使用者电脑区域和语言设置的不同，显示的更新内容也有所区别。

Windows Vista中的“股票”、“联系人”小工具被取消，“便笺”则被附件中一个独立的“便笺”程序所替代。

## 研发历史
Windows桌面小工具原来是微軟研究院在2000年夏季开发的概念产品，内部名称为 Sideshow （不同于此后推出的正式产品Windows Sideshow）。在研发阶段，这个产品在微软员工内部使用。
小工具最早在开发代号为“Longhorn”的Windows Vista测试版本中使用，首次被引入是在2002年9月。有趣的是Windows边栏原意設計來取代Windows的通知區域或任务栏，但該計劃在2004年中旬Longhorn的「重新安排」（Reset）後被擱置。
2005年下半年，Windows Vista上市，小工具第一次与消费者见面。一些評論家與Mac愛好者迅速地指出，Windows边栏在形式及功能上與蘋果公司的Dashboard以及Yahoo! Widget Engine（原為Konfabulator）相似。雖然現時有許多相似形式及功能的產品，資訊看板在Windows Vista開發期間（當時代號為Longhorn）已經存在：首個包含該功能的版本號於2002年9月發佈，在Konfabulator或Dashboard兩者發表之前。
2009年，Windows 7发布，“Windows边栏”消失。小工具摆脱了大小限制，可以自由选择。在收缩模式下也可以在屏幕上自由移动。
2012年，小工具出现严重漏洞，可能会导致攻击者执行恶意代码，因此微软建议用户禁用。在 Windows 8 以及以后的系统中，小工具已被移除。

## 外部連結
- 微軟小工具圖庫 （页面存档备份，存于）（新的存庫，台灣版）

- 有關Windows資訊看板的微軟Windows Vista網頁
- Gadget Corner （页面存档备份，存于） - 官方的Windows資訊看板與微軟小工具團隊網誌

- Sideshow: Providing Peripheral Awareness of Important Information （页面存档备份，存于）

## 参阅
1. ↑  . Microsoft Corporation.   [2008-09-18]. （原始内容存档于2017-03-22）.
2. ↑  . Microsoft. September 15, 2005  [2007-06-03]. （原始内容存档于2007-06-21）.
3. ↑  Thurrott, Paul. . Windows SuperSite. 2002-11-13  [2008-08-18]. （原始内容存档于2008-10-04）.
4. ↑  . support.microsoft.com.   [2018-04-25]. （原始内容存档于2020-02-16）.

## 另請參閱
- Microsoft Gadgets
- Windows SideShow - Device Gadgets
- Live.com - Web Gadgets
- Google Desktop
- Dashboard
- Windows Vista
- My Favorite Gadgets （页面存档备份，存于）